# Industrie textile en pays d'Olmes

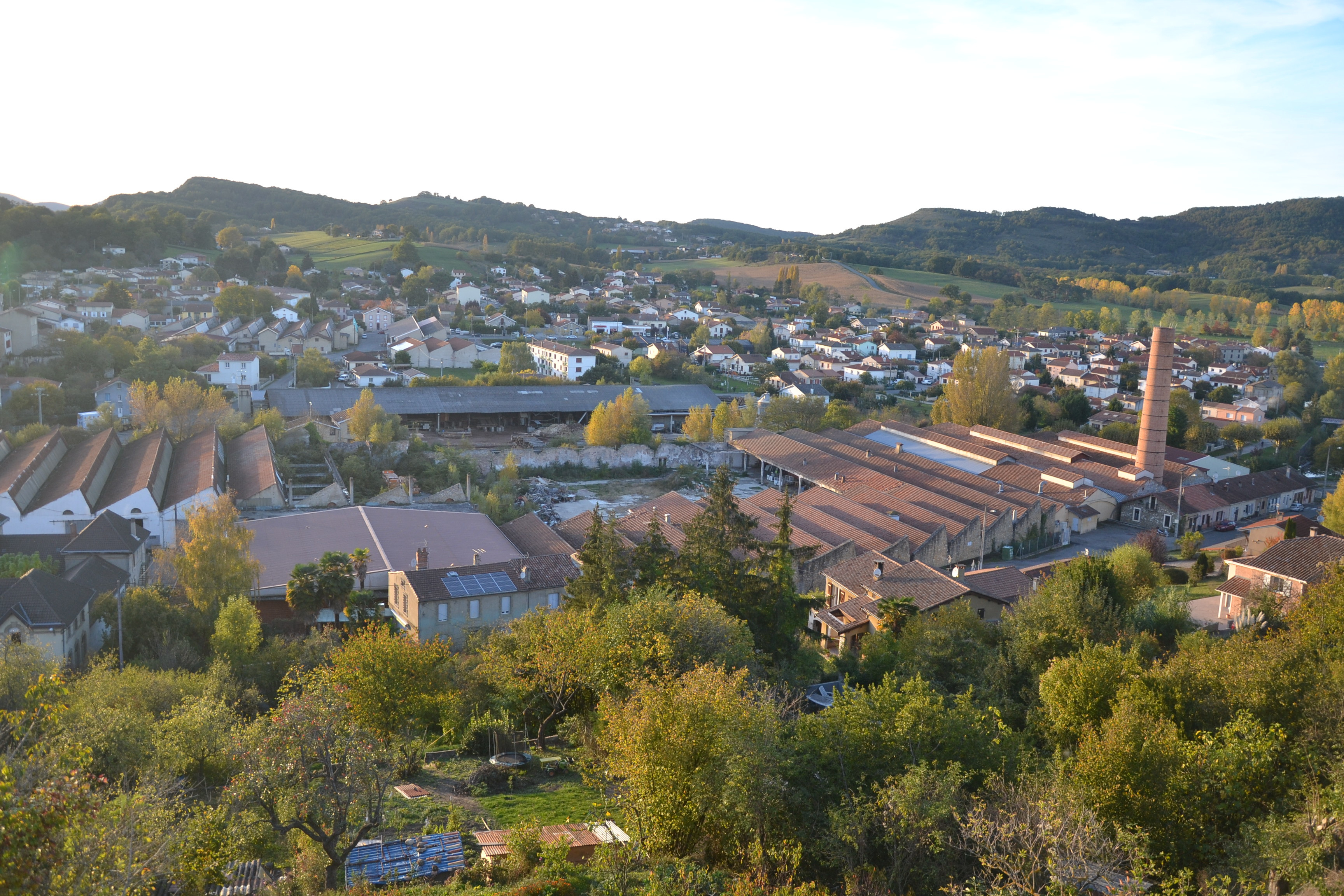
L'ancienne usine textile Fonquernie de Laroque-d'Olmes.

Situé à l'est du département français de l'Ariège, le territoire du pays d'Olmes constitue une région d'importante tradition industrielle textile, dès l'Ancien régime et jusqu'au début du XXIe siècle. L'essor de l'activité s'étend de la fin du XIXe siècle aux années 1980, entrecoupé de périodes de crises.
L'industrie textile, aujourd'hui limitée à quelques entreprises, a eu un grand impact sur les paysages et l'identité du territoire.

## Histoire

### Débuts
La ville de Laroque-d'Olmes connaît déjà un important développement lié à la fabrication de draperies aux XVe et XVIe siècles, bénéficiant notamment des privilèges octroyés en 1508 par le seigneur Jean V de Lévis-Mirepoix.

### Industrialisation
Un certain renouveau textile s'engage au XIXe siècle.

### Essor auXXesiècle
Dans la deuxième moitié du XXe siècle, alors que le bassin industriel du Nord de la France amorce son déclin, le pays d'Olmes devient le premier centre français pour le cardage de la laine et l'un des leaders de l'habillement, principalement articulé autour des deux pôles de Lavelanet et Laroque-d'Olmes, et de quelques grands groupes industriels (Roudière, Michel Thierry, Dumons...) et une multitude de sous-traitants et tisserands individuels. D'autres communes voisines (Montferrier, Dreuilhe, Villeneuve-d'Olmes, Bélesta...) abritent un nombre non négligeable d'entreprises textiles. L'activité textile se concentre dans la vallée du Touyre, de Montferrier en amont à Lagarde en aval.
Parmi les grandes sociétés textiles établies en pays d'Olmes, certaines se sont démarquées par des productions prestigieuses, comme les établissements Couquet de Lavelanet, à l'origine des tapisseries Montségur, réalisées pour le paquebot France. Les principales entreprises sont les suivantes : établissements André Roudière, Fonquernie, SOTAP-Carol, Société ariégeoise de bonneterie, Ricalens puis  Michel-Thierry, Dumons, Bergère Textilia…

### XXIesiècle

#### Déclin
La désindustrialisation de la France frappe durement le territoire à partir des années 1970 et 1980. Les premières grosses fermetures d'usine interviennent durant cette première décennie. Dans les années 1980 et 1990, d'importants plans sociaux causent une hausse du chômage.

#### Réhabilitation
Quelques entreprises font toutefois perdurer une production textile (entreprise Sage qui a succédé au groupe Michel Thierry et aux enseignes Johnson Controls et Adient à Laroque-d'Olmes, Tissages Cathares à Villeneuve-d'Olmes, Filature de Dreuilhe…).
La réhabilitation et la reconversion des friches issues de l'industrie textile constituent un défi capital pour le territoire, s'inscrivant notamment dans l'« Accompagnement interministériel au développement et à l'expertise en milieu rural », un dispositif d'appui expérimental accordé par l'État en 2016 aux deux communautés de communes de Mirepoix et Lavelanet,. En outre, la valorisation du patrimoine industriel généré par l'activité textile est l'une des priorités du Pays d'art et d'histoire des Pyrénées Cathares, mis en place en 2008 sur le territoire.
La pandémie de Covid-19, avec la fabrication de masques, et l'essor des géotextiles écoresponsables, créent de nouvelles perspectives économiques,.
Aux côtés de l'industrie textile (tannerie, traitement de la laine, tissage, confection), le travail du peigne en corne constitue l'autre activité artisanale et industrielle emblématique du territoire, principalement cantonnée quant à elle à la vallée de l'Hers entre Fougax-et-Barrineuf en amont et Sainte-Colombe-sur-l'Hers en aval. Ces deux secteurs sont valorisés depuis 1986 au sein du Musée du textile et du peigne en corne de Lavelanet.